# Математика в середньовічному мусульманському світі

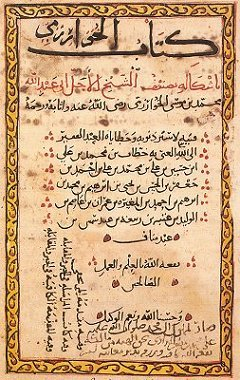
Сторінка з книги аль-Хорезмі Кітаб аль-джабр ва-ль-мукабала

Математика в золоту добу ісламу, що припала на середньовіччя, ґрунтувалася здебільшого на давньогрецькій та індійській математиці, яка поширилася арабським світом з VIII по XI століття. В той час, коли праці античності були майже забуті в християнській Європі раннього середньовіччя і науковий прогрес був незначним, вчені в ісламському світі підтримували безперервність математичних досліджень. З цієї причини вони відіграють важливу роль в історії математики. Серед відомих математиків періоду розквіту ісламу були аль-Хорезмі, Сабіт ібн Курра, аль-Баттані, Абу ль-Вафа, аль-Хайсам та Омар Хаям.
У галузі арифметики ісламські математики перейняли десяткову систему числення з індійської математики, розширили її, включивши десяткові дроби та розробили процедури для ефективних письмових обчислень у цьому представленні чисел. Цим вони зробили значний внесок у поширення десяткової системи числення, яка використовується сьогодні. Найважливішим нововведенням у математиці епохи розквіту ісламу був розвиток алгебри для систематичного перетворення та розв'язування рівнянь, а також обчислення з коренями, степенями та многочленами. У тригонометрії також був досягнутий великий прогрес у вивченні плоских і сферичних трикутників шляхом введення тригонометричних функцій, у тому числі функції синуса, яка до цього використовувалася в Індії. Ісламська математика також зробила внесок у побудови евклідової геометрії, теорії чисел та комбінаторики.

## Важливі уточнення
На землях ісламу розвиток математики відбувався переважно за правлінням Аббасидів з VIII по XIII століття. Це був час культурного та наукового буму, який призвів до розквіту літератури та філософії, архітектури, медицини, астрономії, географії та, що не менш важливо, математики. У літературі немає єдиної назви для цієї частини історії математики. До недавнього часу часто використовувався термін арабська математика, що пояснюється тим фактом, що твори цієї епохи були майже виключно написані арабською мовою. Однак це може вводити в оману, оскільки тут також згадуються араби як етнічна група, тоді як вчені того часу походили з різних частин ісламського світу. Сьогочасні тексти зазвичай посилаються на іслам як на спільне культурне середовище і відповідно використовують такі терміни, як математика в країнах ісламу, або скорочено математика ісламу та ісламська математика. Проте з такими похідними термінами, як ісламський математик або математик ісламу, слід зазначити, що це не дає жодного твердження про релігійну приналежність особи. Вчені в країнах ісламу були переважно мусульманами, але не виключно. Відомим прикладом є математик ас-Самав'ал, який походив з єврейської сім'ї та був навернений до ісламу лише у дорослому віці.

## Історико-соціальний фон

Поширення ісламу до 750 року:
за життя Мухаммеда, 612–632 рр.

Ісламська ера починається в 622 році н. е. з Гіджрою, втечею релігійного засновника Магомета зі свого рідного міста Мекки до Медини. До моменту його смерті в 632 році нова монотеїстична релігія іслам вже поширилася на всьому Аравійському півострові. Наступники Мухаммеда, халіфи, сформували потужні армії як релігійно-політичні лідери та змогли розширити сферу впливу ісламу, завоювавши Сирію, Месопотамію, Персію та Єгипет до середини VII століття. Під халіфатом Омеядів тріумф ісламських армій продовжився на заході через Північну Африку (Магриб) до Піренейського півострова (аль-Андалус), а на сході до Центральної Азії (Туркестан) та Індії приблизно до Інду (Сінд).

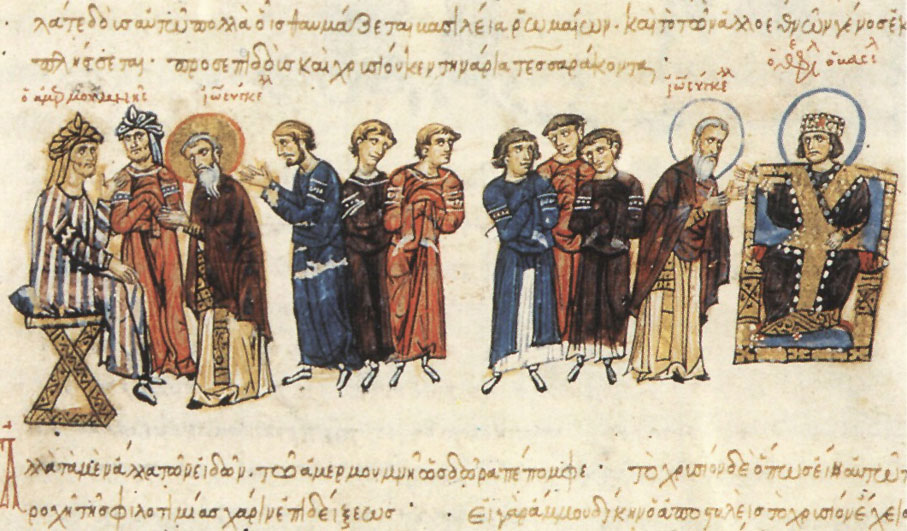
Аббасидський халіф аль-Мамун (крайній ліворуч) і візантійський імператор Феофіл (крайній праворуч), між ними посередник Іван Граматик. Фрагмент мадридського рукопису.

Близько 750 року арабські завоювання фактично зупинилися, і в новій імперії почався етап консолідації. Аль-Мансур, другий халіф Аббасидів, переніс столицю з Дамаска до Багдада, який був знову відбудований у 762 році і згодом став центром культури та науки. Гарун ар-Рашид заснував там бібліотеку, в якій були зібрані численні наукові джерела з усіх частин імперії. Син ар-Рашида, халіф аль-Мамун (правив у 813—833 рр.), збудував у Багдаді Будинок мудрості (Байт аль-Хікма). Головним завданням цієї наукової установи, яка була водночас і академією, і бібліотекою, і перекладацькою майстернею, спочатку був переклад найважливіших наукових джерел на арабську мову. Арабська мова, як мова Корану, яку всі в ісламській імперії повинні були вивчати, відігравала центральну роль як lingua franca для торгівлі, культури та науки. Арабські переклади індійських математичних текстів були зроблені на сході імперії в 730-х роках. Завдяки перекладам в Будинку Мудрості до кінця IX століття найважливіші грецькі математичні праці тепер були доступні в ретельному перекладі — перш за все Начала Евкліда, також математичні трактати Архімеда, Коніка («Про конічні перетини») Аполлонія, Арифметика Діофанта і Сферіка Менелая. Крім того, перекладацька робота в Будинку Мудрості водночас удосконалювала арабську наукову термінологію як основу для подальшого наукового прогресу.

## Розвиток у окремих математичних науках

### Арифметика

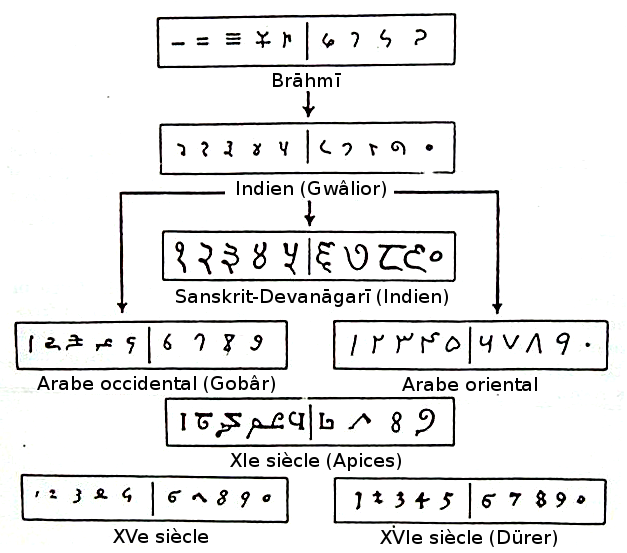
Розвиток індоарабських цифр

Суттєвим елементом представлення чисел десятковими розрядами є символ нуля, який вказує, що відповідний розряд порожній: число 207 містить дві сотні, ні одного десятка та сім одиниць, на відміну від 27, яке містить два десятки та сім одиниць. Ця важлива ідея нуля сходить до індійської математики, де вона з'явилася не пізніше VII століття нашої ери та була описана індійським астрономом і математиком Брамагуптою. Арабські цифри набули поширення VIII століття у Сирії та Месопотамії і в IX столітті були прийняті за стандарт ісламською математикою. Раніше араби використовували абджадську систему числення, в якій, подібно до грецької системи числення, літери алфавіту позначають певні числа. З арабським перекладом Сіддханти індійського математика Аріабхати у VIII столітті число нуль потрапило в арабомовну літературу. Арабською мовою нуль називався sifr («порожній», «нічого»). Від цього слова походять німецьке слово «Ziffer» і англійське «zero».
Перший відомий опис нової системи числення арабською мовою зробив аль-Хорезмі, один з найважливіших математиків ісламу. Ймовірно, він був з Хорезму, народився близько 780 року, працював у Домі Мудрості в Багдаді та помер між 835 і 850 роками. Його роботи Kitāb al-ḥisāb al-hindī (Книга обчислень з індійськими числами) та kitab al-jam' wa'l-tafriq al-ḥisāb al-hindī («Додавання та віднімання в індійській арифметиці») у XII столітті були перекладені на латинь, завдяки чому індо-арабські числа та десяткова система були введені в Європі. Твір зберігся лише в одному латинському рукописі, арабський оригінал втрачено. Латинський переклад починається зі слів: «Dixit Algorizmi» («Аль-Хорезмі сказав»). Звідси походить слово алгоритм, яке сьогодні використовується для систематичних методів обчислення. Всупереч своїй назві, робота аль-Хорезмі з індійської системи числення включав процедури не тільки для письмового додавання та віднімання, але також для множення, ділення та знаходження квадратного кореня. Одна з найбільш ранніх праць з арифметики, що збереглася в оригінальному арабському тексті, книга Куш'яра ібн Лаббана «Основи індійського обчислення» (близько 971—1029 рр.), мала великий вплив в ісламських країнах і зіграла важливу роль в остаточному поширенні десяткової системи числення.

Додавання 5625 і 839 у стовпчик на пиловому абаку за Куш'яром ібн Лаббаном

Письмові методи обчислення, запроваджені аль-Хорезмі та Куш'яром ібн Лаббаном, значно відрізнялися від тих, що використовуються сьогодні. Причиною цього було те, що вони були оптимізовані для обчислень на так званому пиловому абаку – плоскому лотку, посипаному дрібним піском, який був поширеним у той час. На відміну від арифметики за допомогою ручки та паперу, на пиловому абаці одночасно можна було написати лише кілька чисел, однак це давало перевагу в тому, що числа можна було дуже швидко стерти й написати інші. Однак такі абаки як допоміжні засоби для розрахунків незабаром вийшли з ужитку і були замінені чорнилами та папером. Абу л-Хасан аль-Уклідісі у своїй Книзі роздумів про індійську арифметику, написаній близько 953 року, стверджував, що використання абака є «недоречним», оскільки їх можуть використовувати хіба що шахраї, які «на вулицях заробляють на життя астрологією». Відповідно, аль-Уклідісі описав у своїй книзі письмові методи обчислення, які були оптимізовані для написання на папері.

#### Винахід десяткових дробів
Окрім арифметики з натуральними числами в десятковому представленні, книга аль-Уклідісі про індійську арифметику також містить найстаріший відомий спосіб представлення десяткових дробів. Раніше було звичайною практикою вказувати дроби в шістдесятковій системі числення. Аль-Уклідісі ввів десяткові дроби у зв'язку з діленням на 2 і на 10 та показав корисність цієї нової форми подання на прикладах: він п'ять разів поділив на 2 число 19 і отримав 0,59375, збільшив число 135 на одну десяту п'ять разів і отримав 217,41885. Однак Аль-Уклідісі ще не використовував сучасну систему позначення з десятковим розділювачем, а позначив розряд одиниць, розмістивши над ним маленьку вертикальну лінію.
Використання десяткових дробів в Аль-Уклідісі виглядало переважно як технічний спосіб і допомога в обчисленнях, незрозуміло, чи він повністю визнав їх математичне значення. Однак повне математичне розуміння десяткових дробів для наближеного представлення дійсних чисел було знайдено лише через 200 років у трактаті про арифметику ас-Самав'ала (бл. 1130—1180 рр.). З 1172 р. ас-Самав'ал розглядав десяткові дроби як метод наближення чисел із (в принципі) довільною точністю та продемонстрував це на прикладах, зокрема для наближеного представлення у вигляді десяткових дробів чисел {\displaystyle {\tfrac {210}{13}}} і {\displaystyle {\sqrt {10}}}. Для обчислення старших коренів ас-Самав'ал також використовував чисельні ітераційні методи, в яких стає зрозумілою ідея «збіжності» обчислених наближень до бажаного значення. Останній великий математик у країнах ісламу часів європейського Середньовіччя Джамшид Мас'уд аль-Каші (жив приблизно з 1389 по 1429 рік) написав працю Ключ до арифметики в 1427 році, в якій він, спираючись на біном Ньютона, розробив загальний метод для обчислення коренів n-го порядку.

### Алгебра
Алгебра як самостійний розділ математики була розроблена математиками в період розквіту ісламу. Важливими джерелами, з яких вони черпали математичні знання, щоб сформувати нову науку, були грецька математика, особливо Елементи Евкліда та Арифметика Діофанта, та індійська математика, особливо Брахмасфутасіддханта Брамагупти. Починаючи з VII століття ісламська математика поєднала більш геометричний і завжди ретельно перевірений підхід греків із практичним розв'язуванням рівнянь, традиційним для Індії, як використовувалося у вавилонській математиці.
Серед перших арабомовних математиків, які самостійно і творчо розвивали античну математику, були брати Бану Муса, які жили в той самий час, що й аль-Хорезмі — в IX столітті, і працювали у Багдаді. Вони використали рівняння, подібне до рівняння равлика Паскаля, для трисекції кута та обчислення кубічного кореня з некубічного числа в шістдесятковій системі числення. Вони провели обчислення довжини кола за методом Архімеда, а також їм була відома теорема Герона.
Ісламські математики не використовували математичні символи для складання, перетворення та розв'язування рівнянь, а виражали їх виключно словами, при необхідності доповненими геометричними фігурами. Хоча вони знали про число нуль, як показано вище, але вони не використовували число нуль і не прийняли концепцію від'ємних чисел, як раніше були відомі в Індії та Китаї.
Важливим застосуванням алгебри був розподіл майна в ісламському спадковому праві, яке, з його відносно складними правовими нормами, природним чином призводить до математичних рівнянь. Відповідно, трактати ісламських математиків часто також містили прикладні задачі на цю тему

#### Алгебраїчні перетворення та розв'язки рівнянь Аль-Хорезмі
Крім твору з арифметики, Аль-Хорезмі написав ще одну математичну працю, яка вважається відправною точкою алгебри як самостійної науки. Вона має назву al-Kitab al-muchtasar fi hisab al-jabr wa-l-muqabala (приблизний переклад: «Коротка книга про методи обчислення шляхом доповнення та протиставлення»). Робота була перекладена латинською мовою в 1145 році Робертом Честерським під назвою Liber algebrae et almucabala. У першій частині праці подано перетворення та розв'язування квадратних рівнянь, у другій частині вказані численні прикладні завдання, які ілюструють процес. Аль-Хорезмі вперше пояснив, як кожне розв'язне квадратне рівняння можна перетворити за допомогою двох методів перетворення, які він назвав аль-джабр («доповнення»; пізніше це слово трансформувалося у назву науки «алгебра») та аль-мукабала («протиставлення»), використавши одну з шести стандартних форм. У сучасному позначенні з невідомим {\displaystyle x} і з коефіцієнтами
{\displaystyle p} і {\displaystyle q}, які позначають задані додатні числа, ці форми такі:
| 1) {\displaystyle x^{2}=px} ,   | 2) {\displaystyle x^{2}=p} ,    | 3) {\displaystyle x=p} ,        |
| 4) {\displaystyle x^{2}+px=q} , | 5) {\displaystyle x^{2}+q=px} , | 6) {\displaystyle px+q=x^{2}} . |

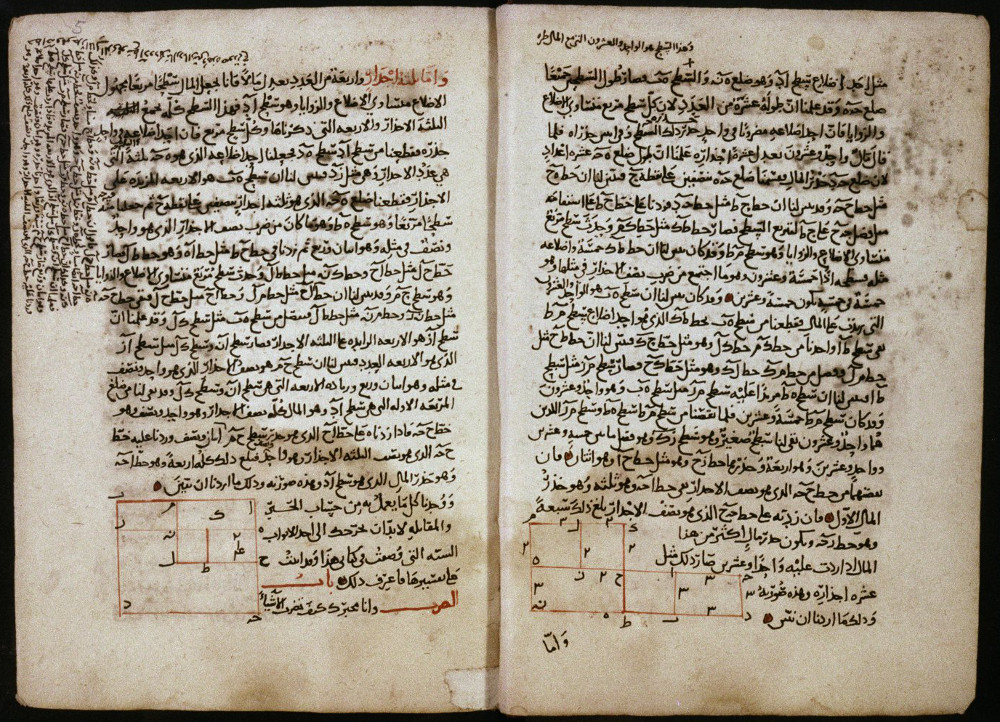
Два випадки квадратних рівнянь в Аль-Хорезмі (арабська копія XIV століття)

У перших трьох випадках розв'язок може бути визначений безпосередньо; для випадків 4, 5 і 6 аль-Хорезмі встановив правила для розв'язку та довів їх геометрично, виділяючи квадрат. Хоча він завжди використовував конкретні числові приклади, також він підкреслював загальність міркувань.
Алгоритм буде пояснено на прикладі випадку 5, у якому аль-Хорезмі виявив, що це єдиний із шести випадків, у якому не може існувати жодного, точно одного або точно двох (додатних) розв'язків. Всі інші випадки, однак, завжди мають чітко визначені розв'язки. Задано рівняння {\displaystyle 2x^{2}+100-20x=58}. Спочатку виконується al-jabr, це означає, що одночлени, які віднімаються (тут {\displaystyle 20x}), додаються з обох сторін рівняння, так що зрештою в рівнянні залишається лише додавання; рівняння набуває вигляду {\displaystyle 2x^{2}+100=58+20x}. Другий крок перетворення al-muqabala полягає у зведенні подібних членів у лівій і правій частинах рівняння; у результаті отримаємо {\displaystyle 2x^{2}+42=20x}. Ділення рівняння на 2 остаточно дає стандартну форму {\displaystyle x^{2}+21=10x}. Використовуючи правила аль-Хорезмі для випадку 5, тепер можна визначити два розв'язки:

{\displaystyle {\frac {10}{2}}-{\sqrt {\left({\frac {10}{2}}\right)^{2}-21}}=3,{\frac {10}{2}}+{\sqrt {\left({\frac {10}{2}}\right)^{2}-21}}=7}.

#### Наступний розвиток алгебри в ісламі
Ідеї, які аль-Хорезмі представив у своїй книзі про аль-джабр і аль-мукабала, були підхоплені, прокоментовані та розширені багатьма ісламськими математиками. Сабіт ібн Курра (826—901) написав трактат, у якому загалом довів формули розв'язку, наведені аль-Хорезмі, використовуючи конкретні чисельні приклади. Він використав два набори елементів Евкліда і показав, що доведені таким чином геометричні розв'язки узгоджуються з формулами, отриманими за допомогою алгебраїчних перетворень.
Математик Абу Каміль (приблизно 850—930 рр.), ймовірно, з Єгипту, написав книгу під назвою Алгебра, яка стала дуже авторитетною. Зокрема, італійський математик Леонардо Пізанський наприкінці XII ст. уклав збірник завдань на основі цієї праці. Алгебра Абу Каміла як продовження роботи аль-Хорезмі містить значні досягнення в алгебраїчних перетвореннях. Серед іншого, Абу Каміл показав правила для множення виразів, які містять невідоме, також правила обчислення коренів, такі як {\displaystyle {\sqrt {a}}\cdot {\sqrt {b}}={\sqrt {a\cdot b}}}. Він надав ретельні доведення елементарних перетворень, таких як {\displaystyle ax\cdot bx=ab\cdot x^{2}}. Друга частина Алгебри Абу Каміла містить численні задачі, які ілюструють теоретичну першу частину. За словами Джона Леннарта Берґгрена, одна з найцікавіших задач свідчить про його «віртуозне» володіння правилами алгебри: Абу Каміл досліджував нелінійну систему рівнянь {\displaystyle 10=x+y+z}, {\displaystyle z^{2}=x^{2}+y^{2}}, {\displaystyle xz=y^{2}} з трьома невідомими та детально описав етапи розв'язання, які привели до розв'язку {\displaystyle x=5-{\sqrt {{\sqrt {3125}}-50}}}.
Надалі алгебра більше арифметизувалася, тобто її геометричні основи відійшли на другий план і подальший розвиток отримали чисто алгебраїчні закони. Перський математик аль-Караджі (953—1029) розглядав довільні степені невідомих {\displaystyle x}, а також суми та різниці з ними. Таким чином він зробив важливий крок до арифметики многочленів, але не зміг знайти законів ділення многочленів, оскільки йому, як і всім ісламським математикам до нього, бракувало поняття від'ємних чисел. Лише в ас-Самав'ала, через приблизно 70 років, серед іншого, можна знайти закон множення степенів {\displaystyle x^{m}\cdot x^{n}=x^{m+n}} для будь-яких додатних і від'ємних показників {\displaystyle m} і {\displaystyle n}. Завдяки цьому ас-Самав'ал зміг розробити ефективну табличну процедуру, за допомогою якої можна було б виконувати довільні ділення многочленів; наприклад, він використав його для ділення
{\displaystyle {\frac {20x^{6}+2x^{5}+58x^{4}+75x^{3}+125x^{2}+96x+94+140x^{-1}+50x^{-2}+90x^{-3}+20x^{-4}}{2x^{3}+5x+5+10x^{-1}}}}.

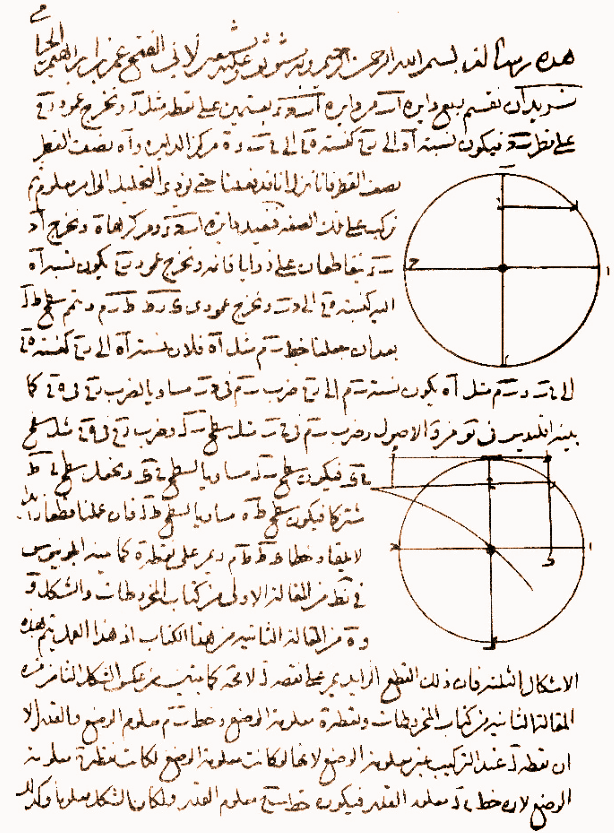
Сторінка з роботи Омара Хаяма про розв'язування кубічних рівнянь за допомогою конічних перерізів.

У галузі розв'язування алгебраїчних рівнянь перський вчений і поет Омар Хаям (1048—1131) використав класифікацію квадратних рівнянь аль-Хорезмі та поширив її на кубічні рівняння, тобто рівняння, які містять третій степінь невідомих. Він показав, що їх можна звести до однієї з 25 стандартних типів, 11 з яких можна звести до квадратних рівнянь. Для решти 14 типів ОмарХаям дав методи, за допомогою яких розв'язки можуть бути побудовані геометрично як точки перетину конічних перетинів. У своєму трактаті він також висловив «бажання» мати можливість обчислити розв'язок алгебраїчно, використовуючи радикали, як у випадку з квадратними рівняннями. Однак, за словами Омара Хаяма, ні він, ні будь-який інший алгебраїст не досягли успіху. Бажання Хаяма не здійснилося до 1545 року, коли італійський вчений Джироламо Кардано опублікував формули розв'язку рівнянь третього степеня.

### Тригонометрія

#### Тригонометричні функції
Основи та перші застосування тригонометрії, «вимірювання трикутників», у стародавні часи лежали в астрономії. Тому математичні тексти, присвячені цій галузі, були зазвичай окремими розділами в астрономічних роботах. Найповніша збірка всіх астрономічних знань Стародавньої Греції, зібраних до того моменту, містилася в Альмагесті Птолемея (близько 100—160 рр). Єдина «кутова функція», яку використовували грецькі астрономи, — це функція кута (або дуги) {\displaystyle \alpha } відповідно до довжини хорди {\displaystyle \operatorname {chord} (\alpha )}. Відповідно, Альмагест містить докладну таблицю хорд, тобто таблицю, яка містить кути в градусах в одному стовпці та відповідні довжини хорд в іншому стовпці.
Однак ісламські астрономи та математики не перейняли геометрію хорд греків, а взяли інший підхід, який використовувався в індійській астрономії: синусну геометрію. У прямокутному трикутнику {\displaystyle \sin(\alpha )} є відношенням довжини протилежного катета до довжини гіпотенузи. Між синусом і довжиною дуги {\displaystyle \sin(\alpha )={\tfrac {1}{2}}\operatorname {chord} (2\alpha )} існує відносно простий зв'язок, але прямий зв'язок синуса з прямокутними трикутниками пропонує великі теоретичні та практичні переваги. Таблиці синусів використовувалися в Індії ще з IV—V століть.
Використання не тільки функції синуса, а шести тригонометричних функцій, які використовуються сьогодні — синуса, косинуса, тангенса, котангенса, секанса і косеканса, є нововведенням ісламських математиків. Тангенс і котангенс вперше були введені в контексті довжин тіні: якщо кут {\displaystyle \theta } — це кут піднесення сонця над горизонтом, то {\displaystyle \tan(\theta )} є довжиною тіні, яку відкидає горизонтальний стрижень довжиною 1 на вертикальну стіну; Палиця (гномон), що стоїть вертикально на землі, з іншого боку, відкидає довгу тінь {\displaystyle ctg(\theta )}. Тоді секанс та косеканс відповідають гіпотенузам, що належать до тіней, тобто вони дорівнюють відстані між кінчиком гномона та кінчиком тіні. Через прості формули {\displaystyle \cos(\theta )=\sin(90^{\circ }-\theta )}, {\displaystyle ctg(\theta )=\tan(90^{\circ }-\theta )} і {\displaystyle cosec(\theta )=\sec(90^{\circ }-\theta )} для практичних цілей досить просто скласти таблиці синусів, тангенсів і секансів.
Силу цих нових концепцій вперше продемонстрував Абу ль-Вафа, який жив у X столітті, в теоремі про додавання синусів
{\displaystyle \sin(\alpha \pm \beta )=\sin(\alpha )\cdot \cos(\beta )\pm \cos(\alpha )\cdot \sin(\beta )},
сформульованій і доведеній в сучасній формі. Цей зв'язок є простішим у порівнянні з раніше відомим аналогічним твердженням для довжин хорд. Надзвичайно важливу теорему тригонометрії, теорему синусів для плоских трикутників, вперше відкрив і довів перський учений Насир ад-Дін ат-Тусі в XIII столітті. Це вперше дозволило обчислити будь-який трикутник за відомими кутами або сторонами.

#### Сферична тригонометрія

Три точки A, B, C на сфері утворюють сферичний трикутник зі сторонами a, b, c і кутами α, β і γ.

Як і в стародавній Греції та Індії, сферична тригонометрія в ісламській математиці була тісно пов'язана з питаннями астрономії: астрономічні об'єкти можна розглядати як точки на небесній сфері. Найкоротшою відстанню між двома точками на цій сфері є дуга великого кола, три точки разом із з'єднуючими їх дугами великого кола утворюють сферичний трикутник. Єдиний загальний математичний розрахунок довжин сторін сферичних трикутників і чотирикутників, відомий грекам, ґрунтувався на застосуванні теореми Менелая. Вона названа на честь Менелая Олександрійського, який жив за кілька десятиліть до Птолемея і, наскільки відомо, був першим ученим, який вивчав сферичні трикутники. Для завдань, у яких цю теорему було неможливо або важко застосувати, в астрономії використовувалися практичні методи вимірювання та наближення, такі як сферичні моделі або астролябії, функціональність яких базується на зображенні небесної сфери на площині за допомогою стереографічної проекції.
Важливим досягненням ісламських математиків, яке значно спростило обчислення порівняно з теоремою Менелая, була теорема синусів для сферичних трикутників. Її сформулював і довів Абу ль-Вафа і, ймовірно, незалежно один від одного аль-Біруні та один із його вчителів. Це був перший спосіб прямого обчислення кутів (а не тільки сторін) сферичних трикутників. Теорема стверджує, що у сферичному трикутнику з кутами {\displaystyle \alpha }, {\displaystyle \beta }, {\displaystyle \gamma } і довжинами {\displaystyle a}, {\displaystyle b}, {\displaystyle c} на протилежних сторонах:
{\displaystyle {\frac {\sin a}{\sin \alpha }}={\frac {\sin b}{\sin \beta }}={\frac {\sin c}{\sin \gamma }}}.
Зокрема, сферичний трикутник можна обчислити за трьома заданими розмірами, якщо дано одну сторону та протилежний кут.

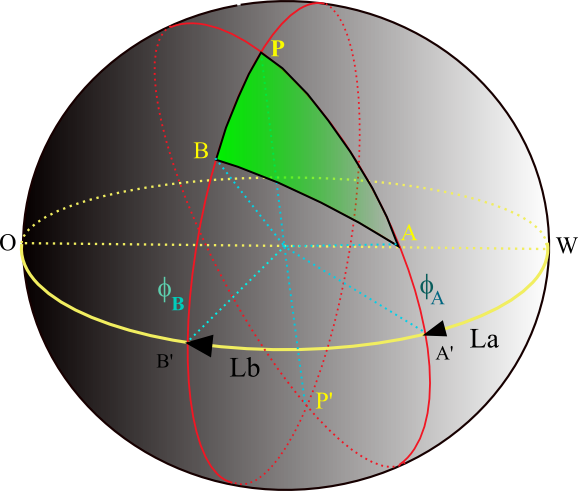
Сферичний трикутник для визначення напрямку молитви

Сферична тригонометрія має велике значення не тільки в астрономії, але і в географії, коли при вимірюваннях і розрахунках враховується форма кулі Землі. Аль-Біруні досліджував важливе застосування для ісламської релігії: визначення Кібли, напрямку молитви до Мекки. Аль-Біруні розглянув цю проблему в роботі з математичної географії під назвою Визначення координат міст. Він поклав, що відомі географічна довгота і широта міста {\displaystyle \mathrm {B} }, а також Мекки — {\displaystyle \mathrm {A} }. У сферичному трикутнику {\displaystyle \mathrm {BAP} } з північним полюсом {\displaystyle \mathrm {P} } це дві сторони {\displaystyle \mathrm {PA} } і {\displaystyle \mathrm {PB} }, а також відомий кут між ними {\displaystyle \mathrm {P} }. Оскільки сторона, протилежна даному куту, невідома, теорему синусів не можна застосувати безпосередньо. Цю проблему можна було б вирішити сьогодні, наприклад, за допомогою теореми косинусів, яка, однак, ще не була відомою аль-Біруні. Натомість він використовував допоміжні трикутники та численні застосування теореми синусів, щоб отримати кут у точці {\displaystyle \mathrm {B} }, тобто обчислити Кіблу.

### Евклідова геометрія
Начала, в яких грецький математик Евклід близько 300 р. до н. е. систематично узагальнив геометрію свого часу, наприкінці VIII століття були перекладені на арабську і мали дуже великий вплив на ісламських математиків. Але трактат Архімеда Про сферу і циліндр і робота Аполлонія Коніка про конічні перетини також були стовпами, на яких базувалася геометрія в ісламських країнах. Популярним предметом вивчення була побудова правильних многокутників за допомогою циркуля та лінійки. Для правильних трикутників, чотирикутників, п'ятикутників, п'ятнадцятикутників і правильних багатокутників, отриманих в результаті подвоєння сторін, було відомо лише побудову за допомогою циркуля та лінійки. З іншого боку, правильні семикутники та дев'ятикутники можна побудувати лише за допомогою додаткових інструментів. У своїй праці Про ті частини геометрії, які потрібні ремісникам, Абу ль-Вафа дав, серед іншого, різні побудови цих двох випадків за допомогою конічних перетинів або шляхом так званого невсісу (вставки).
Іншим важливим математиком, який систематично займався геометричними дослідженнями, був Абу Сахль аль-Кухі (приблизно 940—1000 рр). Зокрема, він написав трактат про «ідеальний циркуль» — інструмент, за допомогою якого можна креслити конічні перерізи. На додаток до теоретичних міркувань, побудови геометричних фігур, конічні перерізи також мали велике значення для практичного застосування, наприклад, сонячних годинників або фокальних дзеркал. Ібрагім ібн Сінан (908—946), онук Сабіта ібн Курри, дав різні методи побудови трьох типів конічних перерізів: еліпса, параболи та гіперболи у своїй праці Про малювання трьох конік. Геометричні побудови, які виникають через обмеження класичних евклідових інструментів, також представляли теоретичний і практичний інтерес в ісламській математиці. Наприклад, Абу ль-Вафа написав працю, в якій розповідалося про побудову за допомогою лінійки та циркуля з фіксованим отвором, який також називають «іржавим циркулем». Він показав, наприклад, як за допомогою цих інструментів можна розділити відрізок на будь-яку кількість рівних частин або побудувати квадрати та правильні п'ятикутники. Сабіт ібн Курра узагальнив теорему Піфагора для довільних трикутників, відкривши теорему косинусів.

Аксіома паралельності Евкліда: якщо сума α+β внутрішніх кутів менша за 180°, то прямі h і k перетинаються в точці S, яка лежить по той самий бік від g, на якому лежать два кути.

Чисто теоретичною проблемою, якою інтенсивно займалися кілька ісламських математиків, було питання про те, яку роль відіграє аксіома паралельності в аксіоматичній структурі евклідової геометрії. У своїх Началах Евклід використовував «сучасну» структуру математичної теорії, доводячи теореми, засновані на визначеннях і аксіомах, тобто твердженнях, які вважаються істинними без доведення. Особливу роль відіграла аксіома паралельності, яка з самого початку не вважалася очевидною через її відносну складність. Відповідно, у стародавні часи були численні спроби довести це твердження за допомогою інших аксіом Наприклад, Аль-Хайсам (приблизно 965—1040 р.) також намагався розв'язати цю проблему, переформулювавши аксіому паралельних прямих. Пізніше Омар Хаям висловився проти цього, оскільки вважав використання Аль-Хайсамом «рухомої лінії» неочевидним, і він сам сформулював нову аксіому, якою замінив аксіому Евкліда. Хаям був також першим, хто дослідив чотирикутник Саккері. У XIII столітті Насир ад-Дін ат-Тусі вивчив спроби доведень своїх попередників і додав до них ще більше. З XIX-го століття відомо, що аксіома паралельності не залежить від інших аксіом і тому не може бути доведена. Усі спроби зробити це з давніх часів були або помилковими, або містили циклічні міркування.

### Комбінаторика і теорія чисел
Давньоіндійські досягнення з комбінаторики були сприйняті ісламськими математиками. У цій підсфері також відбулися окремі подальші розробки. Твердження про числа або натуральні числа в цілому часто можна довести за принципом математичної індукції. У працях ісламських математиків є деякі міркування, які містять усі важливі компоненти цього методу доведення. Аль-Караджі використовував формулу зі степеневими сумами
{\displaystyle \sum _{i=1}^{n}i^{3}=\left(\sum _{i=1}^{n}i\right)^{2}}.
Він провів етап індукції на конкретному прикладі {\displaystyle n=10}, але його підхід не залежав від його вибору {\displaystyle n}. В аль-Караджі та ще чіткіше в ас-Самав'ала є міркування, важливі для доведення бінома Ньютона
{\displaystyle (x+y)^{n}=\sum _{k=0}^{n}{\binom {n}{k}}x^{n-k}y^{k}},

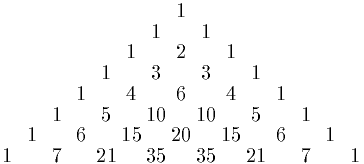
Трикутник Паскаля для визначення біноміальних коефіцієнтів

що доводиться методом математичної індукції — при тому, що можливостей математичного вираження того часу було недостатньо навіть для формулювання такого загального твердження. Для обчислення біноміальних коефіцієнтів {\displaystyle {\tbinom {n}{k}}} аль-Караджі та ас-Самав'ал використовували трикутник Паскаля задовго до Блеза Паскаля.
Значний внесок у комбінаторику зробив математик Ібн Мунім (помер 1228 р.), який походив з Аль-Андалусу. У своїй книзі Фікх аль-хісаб («Закони обчислення») він мав намір порахувати кількість усіх можливих слів в арабській мові, що мають 10 букв. Він підійшов до цієї досить складної задачі — серед іншого, при утворенні слів необхідно дотримуватися правил про те, як приголосні і голосні повинні слідувати один за одним — використовуючи різні часткові випадки. Тож він спочатку визначив кількість різнокольорових китиць, які будуть створені, коли є {\displaystyle n} можливих кольорів, які можна вибрати {\displaystyle k} способами. Використовуючи співвідношення між біноміальними коефіцієнтами, які виникають (див. також комбінація (комбінаторика)), йому нарешті вдалося рекурсивно визначити кількість можливих слів фіксованої довжини з кількості коротших слів.
Окрім магічних квадратів і фігурних чисел ісламська теорія чисел також розглядала досконалі числа та їх узагальнення, дружні числа. Два числа називаються дружніми, якщо кожне з них дорівнює сумі дійсних дільників іншого. З давніх часів був відомий лише один приклад, пара 220 і 284, але не було відомо жодного загального математичного твердження про дружні числа. У IX столітті Сабіт ібн Курра зміг сформулювати формулу для дружніх чисел. З її допомогою аль-Фарісі знайшов у XIII столітті іншу пару дружніх чисел, а саме 17 296 і 18 416.

## Занепад і наслідки
У IX і X столітті природничі науки та філософія досягли вершини свого розвитку в ісламському культурному просторі. У цей час тут були засновані самостійні університети — медресе, які спочатку, крім релігійних знань, навчали своїх студентів глибоким знанням природничих наук. В той же час у християнській Європі багато творів були втрачені або забуті з часів пізньої античності. У ранньому Середньовіччі в Європі математична та природнича освіта були на низькому рівні.
З X століття ставлення провідних ісламських правознавців змінилося до ісламської філософії під впливом неоплатонізму, який виник з елліністичної філософії та етичних норм, що випливають з неї. Емпіричні дослідження як джерело знань і шлях до пошуку етичних і релігійних норм сприймалися як такі, що відрізняються від ісламського права чи релігієзнавства, і вважалися лише приватною справою окремих вчених. Більшість вірян повинні керуватися етичними принципами шаріату . Підсумком цього є праця важливого вченого-юриста та містика аль-Газалі (1058—1111), який відкидав філософію Авіцени та інших мусульманських вчених під впливом еллінізму як теїстичну та несумісну з ісламською теологією. Відповідно, медресе поступово перемістили свою увагу на юридичну та богословську освіту, а наукові дослідження і, як наслідок, математична наука, що виходила за межі елементарної прикладної математики, втрачали свій попередній статус Крім того, такі політичні події, як Реконкіста на ісламському Заході, імміграція сельджуків на Схід і монгольські завоювання, яким також піддався Багдад у 1258 році, сприяли завершенню розквіту арабомовної науки в ісламському світі, і, отже, опосередковано до занепаду науки, в тому числі математики. За винятком двох важливих перських ерудитів Насир ад-Діна ат-Тусі (1201—1274) і Джамшида Масуда аль-Каші (1380—1429), ісламська культура майже не дала впливових математиків у наступні часи.
У період занепаду точних наук у країнах ісламу математичні дослідження в Європі високого та пізнього середньовіччя вже набули нового розмаху. У ході відвоювання Іспанії та Сицилії бібліотеки раніше ісламських міст стали вільно доступними для західноєвропейських учених; стародавні тексти, що збереглися там в арабському перекладі, були перекладені на латинь, як і праці арабомовних вчених. Особливо в Толедо, яке було завойоване в 1085 році, була велика кількість перекладів арабських писань. Таким чином, через арабську мову, Західна Європа вперше відновила доступ до класичних праць античної математики, особливо до Начал Евкліда, які довгий час залишалися найважливішою працею з математики. Але й праці з десяткової системи числення та алгебри, які з самого початку вважалися досягненнями ісламської математики, також неодноразово перекладалися та коментувалися. Арифметика й алгебра аль-Хорезмі, а також роботи Абу Каміла були підхоплені Леонардо Пізанським і продовжені в його головній праці Liber abbaci. Проте висунуті міркування Ас-Самав'ала щодо алгебри чи математичні дослідження Омара Хаяма були невідомі в епоху Відродження і потребували перевідкриття. Досягнення в комбінаториці, такі як трикутник Паскаля з біноміальними коефіцієнтами, можливо, були запозичені з ісламської математики, чи вони були розроблені незалежно, неясно. В галузі геометрії, однак, є латинський переклад ісламської праці XII століття про сферичну тригонометрію, яка містить, зокрема, закон синусів.

## Історія дослідження
Хоча праці ісламських математиків високо цінувалися в європейському високому та пізньому Середньовіччі, ставлення до них змінилося в епоху Відродження. Математичні дослідження в цей час зосереджувалися головним чином на перекладах і коментарях давньогрецьких писань, які поступово знову стали доступними латиною або мовою оригіналу. З іншого боку, досягнення ісламської математики були знехтувані та частково забуті. У наступні століття це призвело до європоцентричного погляду серед більшості математиків та істориків математики, які побудували пряму лінію розвитку від грецької математики до сучасної західної математики.
Досягнення ісламських математиків були визнані лише в XIX столітті, заново відкриті західними істориками математики: у той час як Жан-Етьєн Монтюкла писав у своїй всебічній Histoire des mathématiques(1758), що арабомовні математики мали справу лише з рівняннями другого ступеня, Франц Вьопке вказав у своїй дисертації про алгебру в 1851 році, що Омара Хаям систематично мав справу з рівняннями третього ступеня. Він опублікував переклади невідомих раніше математичних рукописів, таких як «Алгебра» аль-Караджі. Разом із Жаном Жаком і Луї П'єр-Еженом Седіло, а також Жозефом Туссеном Рейно він вважається основоположником науково-історичних досліджень ісламської математики. У численних роботах Ейльхард Відеманн розглядав історію арабських наук, особливо астрономії та математики, на яких вона базується. У своєму Вступі до історії науки (1927 р.) Джордж Сартон остаточно подолав європоцентристський погляд і сформував сучасне розуміння важливої ролі арабомовної науки у збереженні та незалежному подальшому розвитку стародавніх знань, а також у передачі знання до Європи. Сучасні історики математики, такі як Рошді Рашед, Джон Леннарт Берггрен і Ян Хогендайк, поглиблено займаються математикою періоду розквіту ісламу, тому сьогодні є чіткіша картина наукового прогресу цієї епохи.